# Johnny Weissmuller
Peter Johann Weissmüller (Freidorf (Roemenië), 2 juni 1904 – Acapulco (Mexico), 20 januari 1984) was een zwemkampioen in de jaren 20 van de twintigste eeuw en als filmster de vertolker van Tarzan tussen 1932 en 1948. Hij nam tweemaal deel aan de Olympische Spelen en won hierbij in totaal zes medailles.

## Biografie

### Weissmullers jeugd
Hij werd geboren als Peter Johann Weissmüller in Freidorf (een wijk in het huidige Timișoara in Roemenië) in het toenmalige Oostenrijk-Hongaarse rijk en gedoopt als János Weissmüller. Zijn ouders waren de Duitssprekende Oostenrijkers Petrus Weißmüller en Erzsébet Kersch.
Toen Johann zeven maanden oud was verhuisde de familie naar de Verenigde Staten. Met het S.S. Rotterdam vertrokken zij op 14 januari 1905 uit Rotterdam en kwamen twaalf dagen later aan in New York. Bij aankomst werden hun namen veranderd in de meer Engels klinkende namen Peter, Elizabeth en Johnny Weissmuller.
Na een kort verblijf in Chicago, Illinois, waar ze familie bezochten, verhuisden zij naar Windber. Peter Weissmuller werkte hier als mijnwerker. Op 3 september 1905 werd een broertje van Johnny geboren: Peter Weissmuller Jr.
Na een aantal jaren in Pennsylvania gewoond te hebben verhuisde de familie naar Chicago. Johnny's vader was de eigenaar van een bar en zijn moeder werd chef-kok in een restaurant. Uit documenten die Elizabeth Weissmuller indiende in Chicago blijkt dat zijn ouders later scheidden. Zijn moeder werd dus geen weduwe van Johnny's vader (die zou zijn overleden aan tuberculose als gevolg van zijn werk in de mijnen) zoals veel bronnen abusievelijk vermelden.
Al op jonge leeftijd waren Johnny en zijn broer goede zwemmers. De stranden van het Michiganmeer werden hun favoriete zomerbestemming. Hij werd lid van het Stanton Park-zwembad en won alle jeugdtoernooien. Op zijn twaalfde werd hij opgenomen in het YMCA-zwemteam.
Na zijn schooljaren werkte Weissmuller een tijdlang als liftboy in een hotel. In zijn vrije tijd trainde hij zich verder in het zwemmen.

### Weissmuller als zwemkampioen
Weissmuller was een van de beste zwemmers aller tijden. Hij was wereldrecordhouder op de 100 meter en haalde in totaal vijf gouden Olympische medailles:
- 1922: De eerste in de geschiedenis die de 100 meter vrije slag onder de minuut zwom (58,6 sec.)
- 1924: drie gouden en één bronzen medaille op de Olympische Spelen in Parijs:
  - Goud: 100 meter en 400 meter vrije slag, 4 x 200 meter estafette
  - Brons: waterpolo
- 1928: Twee gouden medailles op de Olympische Spelen in Amsterdam: 100 meter vrije slag en 4 x 200 estafette.

### Weissmuller als Tarzan
In 1932 speelde Weissmuller de hoofdrol in Tarzan the Ape Man. De vrouwen vielen in katzwijm voor deze kampioen. Hij zou tot 1948 in twaalf Tarzan films meedoen. Vanaf 1934 werd Maureen O'Sullivan zijn vaste tegenspeelster als Jane. Beiden werden grote filmsterren. Weissmuller had echter minder succes in andere zaken. Vijf huwelijken strandden en hij geraakte financieel aan de grond. Zijn reputatie en sterrenstatus raakte hij kwijt.

### Overlijden
Op 20 januari 1984 overleed hij aan de gevolgen van longoedeem. Bij het ter aarde laten van zijn doodskist klonk zijn typerende Tarzanroep driemaal. Dit was al vastgelegd voor zijn dood, op zijn eigen verzoek. Weissmuller werd 79 jaar.

## Filmografie
| Jaar      | Film                                     | Rol                |
| --------- | ---------------------------------------- | ------------------ |
| 1929      | Glorifying the American Girl             | Adonis             |
| 1931      | Swim or Sink                             | Himself            |
| 1931      | Water Bugs                               | Himself            |
| 1932      | Tarzan, the Ape Man                      | Tarzan             |
| 1932      | The Human Fish                           | Himself            |
| 1934      | Tarzan and His Mate                      | Tarzan             |
| 1936      | Tarzan Escapes                           | Tarzan             |
| 1939      | Tarzan Finds a Son!                      | Tarzan             |
| 1941      | Tarzan's Secret Treasure                 | Tarzan             |
| 1942      | Tarzan's New York Adventure              | Tarzan             |
| 1943      | Tarzan Triumphs                          | Tarzan             |
| 1943      | Tarzan's Desert Mystery                  | Tarzan             |
| 1943      | Stage Door Canteen                       | Himself            |
| 1945      | Tarzan and the Amazons                   | Tarzan             |
| 1946      | Tarzan and the Leopard Woman             | Tarzan             |
| 1946      | Swamp Fire                               | Johnny Duval       |
| 1947      | Tarzan and the Huntress                  | Tarzan             |
| 1948      | Tarzan and the Mermaids                  | Tarzan             |
| 1948      | Jungle Jim                               | Jungle Jim         |
| 1948      | The Lost Tribe                           | Jungle Jim         |
| 1950      | Mark of the Gorilla                      | Jungle Jim         |
| 1950      | Captive Girl                             | Jungle Jim         |
| 1950      | Jungle Jim in Pygmy Island               | Jungle Jim         |
| 1951      | Fury of the Congo                        | Jungle Jim         |
| 1951      | Jungle Manhunt                           | Jungle Jim         |
| 1952      | Jungle Jim in the Forbidden Land         | Jungle Jim         |
| 1952      | Voodoo Tiger                             | Jungle Jim         |
| 1953      | Savage Mutiny                            | Jungle Jim         |
| 1953      | Valley of Head Hunters                   | Jungle Jim         |
| 1953      | Killer Ape                               | Jungle Jim         |
| 1954      | Jungle Man-Eaters                        | Jungle Jim         |
| 1954      | Cannibal Attack                          | Johnny Weissmuller |
| 1955      | Jungle Moon Men                          | Johnny Weissmuller |
| 1955      | Devil Goddess                            | Johnny Weissmuller |
| 1970      | The Phynx                                | Himself            |
| 1976      | Won Ton Ton, the Dog Who Saved Hollywood | Stagehand #2       |
| Televisie |                                          |                    |
| Jaar      | Titel                                    | Rol                |
| 1956–1958 | Jungle Jim                               | Jungle Jim         |

## Onderscheidingen
- 1965: International Swimming Hall of Fame
- 1976: Body Building Guild Hall of Fame
- 1983: U.S. Olympic Hall of Fame
- Ster op de Hollywood Walk of Fame
- 2004: Ereburger van de stad Timișoara (postuum)

- Biblioteca Nacional de España: XX1158535
- Bibliothèque nationale de France: cb13982607b (data)
- Catàleg d'autoritats de noms i títols de Catalunya: 981058509026006706
- Gemeinsame Normdatei: 122935942
- International Standard Name Identifier: 0000 0001 2130 559X
- Library of Congress Control Number: n82151417
- National Archives and Records Administration: 10568080
- Nationale Bibliotheek van Tsjechië: xx0020365
- Nationale Bibliotheek van Israël: 987007455317105171
- Nationale Bibliotheek van Roemenië: 000241435
- Nederlandse Thesaurus van Auteursnamen: 158083717
- SNAC: w68p9c05
- Système universitaire de documentation: 07868322X
- Virtual International Authority File: 44493607
- WorldCat: E39PBJyRBtw46XY6CrfjdfckjC

1896: Alfréd Hajós ·
1908: Charles Daniels ·
1912: Duke Kahanamoku ·
1920: Duke Kahanamoku ·
1924: Johnny Weissmuller ·
1928: Johnny Weissmuller ·
1932: Yasuji Miyazaki ·
1936: Ferenc Csik ·
1948: Walter Ris ·
1952: Clarke Scholes ·
1956: Jon Henricks ·
1960: John Devitt ·
1964: Don Schollander ·
1968: Mike Wenden ·
1972: Mark Spitz ·
1976: Jim Montgomery ·
1980: Jörg Woithe ·
1984: Rowdy Gaines ·
1988: Matt Biondi ·
1992: Aleksandr Popov ·
1996: Aleksandr Popov ·
2000: Pieter van den Hoogenband ·
2004: Pieter van den Hoogenband ·
2008: Alain Bernard ·
2012: Nathan Adrian ·
2016: Kyle Chalmers ·
2020: Caeleb Dressel ·
2024: Pan Zhanle
1908: Henry Taylor ·
1912: George Hodgson ·
1920: Norman Ross ·
1924: Johnny Weissmuller ·
1928: Alberto Zorrilla ·
1932: Buster Crabbe ·
1936: Jack Medica ·
1948: William Smith ·
1952: Jean Boiteux ·
1956: Murray Rose ·
1960: Murray Rose ·
1964: Don Schollander ·
1968: Mike Burton ·
1972: Brad Cooper ·
1976: Brian Goodell ·
1980: Vladimir Salnikov ·
1984: George DiCarlo ·
1988: Uwe Daßler ·
1992: Jevgeni Sadovy ·
1996: Danyon Loader ·
2000: Ian Thorpe ·
2004: Ian Thorpe ·
2008: Park Tae-hwan ·
2012: Sun Yang ·
2016: Mack Horton ·
2020: Ahmed Hafnaoui ·
2024: Lukas Märtens
1908: Derbyshire, Radmilovic, Foster, Taylor ·
1912: Healy, Champion, Boardman, Hardwick ·
1920: McGillivray, Kealoha, Ross, Kahanamoku ·
1924: O'Connor, Glancy, Breyer, Weissmuller ·
1928: Clapp, Laufer, Kojac, Weissmuller ·
1932: Miyazaki, Yusa, Yokoyama, Toyoda ·
1936: Yusa, Sugiura, Taguchi, Arai ·
1948: Ris, McLane, Wolf, Smith ·
1952: Moore, Woolsey, Konno, McLane ·
1956: O'Halloran, Devitt, Rose, Henricks ·
1960: Harrison, Blick, Troy, Farrell ·
1964: Clark, Saari, Ilman, Schollander ·
1968: Nelson, Rerych, Spitz, Schollander ·
1972: Kinsella, Tyler, Genter, Spitz ·
1976: Bruner, Furniss, Naber, Montgomery ·
1980: Kopljakov, Salnikov, Stoekolkin, Krylov ·
1984: Heath, Larson, Float, Hayes ·
1988: Dalbey, Cetlinski, Gjertsen, Biondi ·
1992: Lepikov, Pysjnenko, Tajanovitsj, Sadovy ·
1996: Davis, Hudepohl, Schumacher, Berube ·
2000: Thorpe, Klim, Pearson, Kirby ·
2004: Phelps, Lochte, Vanderkaay, Keller ·
2008: Phelps, Lochte, Berens, Vanderkaay ·
2012: Lochte, Dwyer, Berens, Phelps ·
2016: Dwyer, Haas, Lochte, Phelps ·
2020: Dean, Guy, Richards, Scott ·
2024: Guy, Dean, Richards, Scott